# Výklenek

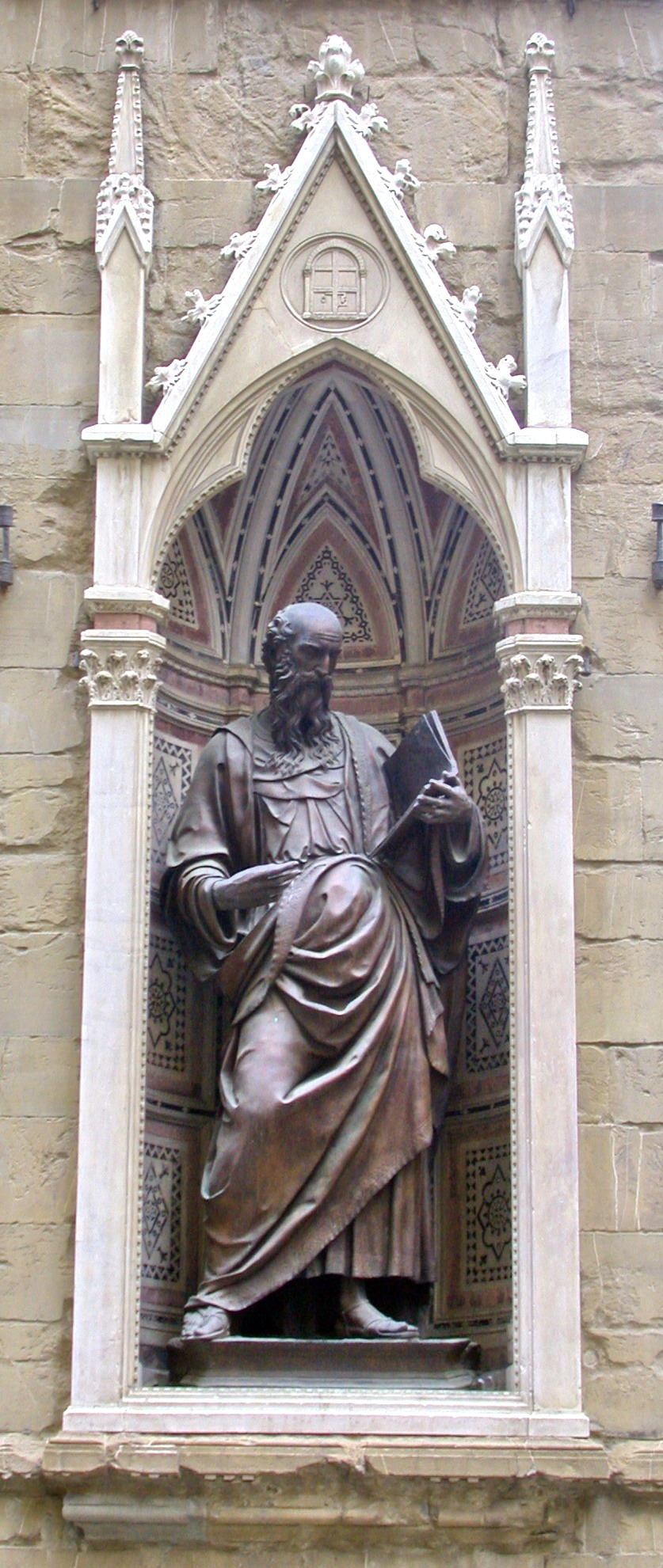
Výklenek se sochou sv. Matouše (Florencie, 14. stol.)

Výklenek nebo také nika je obvykle dekorativní prohlubeň v síle zdiva budovy, často určená pro sochu. Pokud vznikla už při stavbě, bývá nahoře zaklenuta a někdy lemována ozdobnými římsami. V tomto případě výklenek zároveň zpevňuje (váže) stěnu a rozvádí tlak svrchních vrstev zdiva.
Ve starém Římě sloužily výklenky původně jako lararia pro podobizny nebo symboly zemřelých předků (lares), ale už v císařské době měly dekorativní význam pro členění velkých ploch. Ve středověku sloužily výklenky hlavně pro sochy světců, později také panovníků a jiných slavných osob. Vyskytují se ve vnějších stěnách kostelů, ale i světských staveb – domů, věží, bran a podobně, a to ve všech uměleckých slozích. Od starověku se vyskytují i v interiéru, ve stěnách chodeb, schodišť a sálů v palácích a honosných budovách. Zvláštní oblibě se těšily v renesanci a baroku, zejména v Itálii.
V jiných jazycích (viz odkazy v levém sloupci) se pro výklenek používají odvozeniny francouzského slova niche (od nicher, hnízdit), jež ale mají širší význam než české slovo výklenek. V současném použití je to i ekologický pojem, v češtině ekologická nika, který znamená specifické prostředí, poskytující obživu nějakému společenství živých organismů. Odtud odvozeně i nika na trhu, příležitost k odbytu jistého zboží nebo služeb (viz nika).

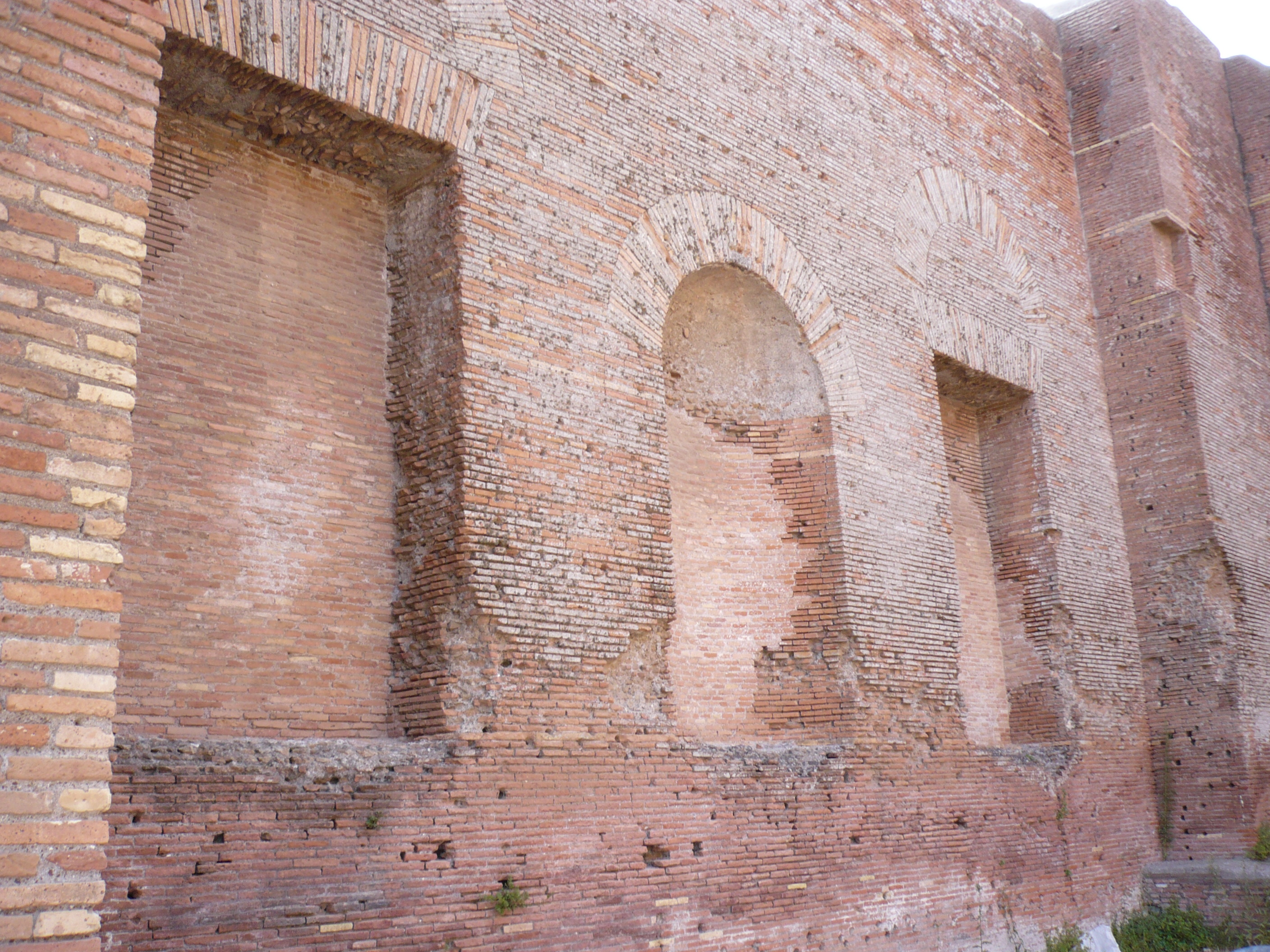
Římské výklenky v Ostii (interiér)